# Petrol Group
Petrol Group er et slovensk olie- og gasdistributionsselskab. De driver 500 tankstationer: 318 i Slovenien; 110 i Kroatien; 42 i Bosnien-Herzegovina; 15 i Montenegro og 15 i Serbien.
Virksomheden blev etableret i 1947 som Jugopetrol, i byen Ljubljana og skiftede i 1953 navn til Petrol.